# Équipe d'Union soviétique espoirs de football
 (janvier 2019).
Si vous disposez d'ouvrages ou d'articles de référence ou si vous connaissez des sites web de qualité traitant du thème abordé ici, merci de compléter l'article en donnant les références utiles à sa vérifiabilité et en les liant à la section « Notes et références ».
L'équipe de l'Union soviétique espoir de football était l'équipe des meilleurs joueurs soviétiques de moins de 21 ans.
Cette équipe remporte le championnat d'Europe espoirs lors des éditions de 1976, 1980 et de 1990. Également demi-finaliste en 1974 et 1982, cette sélection ne parvient pas à franchir la phase des éliminatoires lors des autres éditions. 
L'équipe disparaîtra en 1991. Elle jouera son dernier match face à l'Italie espoir le 16 octobre 1991.

## Palmarès
- Championnat d'Europe espoirs : 
  - Champion : 1976, 1980, 1990

### Parcours en Championnat d'Europe espoir
| - 1972 : Finaliste - 1974 : Demi-finales - 1976 : Vainqueur - 1978 : Phase éliminatoire - 1980 : Vainqueur - 1982 : Demi-finale - 1984 : Phase éliminatoire - 1986 : Phase éliminatoire - 1988 : Phase éliminatoire - 1990 : Vainqueur |